# Ronkay Ferenc (gépészmérnök, 1912–1979)
Ronkay Ferenc (Selmecbánya, Hont vármegye, 1912. március 26. – Budapest, 1979. május 6.) magyar gépészmérnök.

## Élete
Középiskolái után a budapesti műegyetemen tanult tovább, ahol 1935-ben gépészmérnöki diplomát szerzett. Diplomázását követően a budapesti Elektromos Műveknél helyezkedett el, ahol a villamosenergia-termelés és -elosztás minden lényeges fázisában tevékenykedett.
Részt vett a Mátravidéki Erőmű létesítésében; kutatómunkát végzett a Villamosenergiaipari Kutatóintézet jogelődjeinél – főként a villamosenergia-rendszerek együttműködése témakörében –, majd a Magyar Villamos Művek Tröszt jogelődjénél a teherelosztó üzemviteli szolgálatának vezetőjévé tették meg volt. Javaslatai és az általa irányított hálózati kísérletek tapasztalatai alapján kidolgozott frekvencia- és csereteljesítmény-szabályozási rendszerrel valósult meg négy közép-európai állam – Lengyelország, NDK, Csehszlovákia és Magyarország – villamosenergia-rendszereinek párhuzamos üzeme, ami a KGST energiarendszerének magja lett.
Szintén az ő kezdeményezésére dolgozták ki és vették alkalmazásba azt a módszert – és a hozzá szükséges automatikát –, amely először tett lehetővé a napi gyakorlatban aszinkron energiarendszerek közötti átkapcsolásokat. Munkája mellett 20 éven át tanított a Műegyetemen, előadásainak anyagából pedig nagyjából ugyanennyi jegyzetet adtak ki, de több könyvet és számos cikket is írt. A villamosipari szakterület szakmai szervezetei közül is többnek volt a tagja.

## Fő művei
- Országos transzformátor-állomások és erőművek tervezése. Budapest, 1953
- Kooperációs rendszerek szabályozása. Budapest, 1965
- Erőművek villamosberendezése. Budapest, 1970

## Róla szóló írások
- Ronkay Ferenc. Villamosság, 1979. 8. szám
- In memoriam Ronkay Ferenc. Elektrotechnika, 1979. 12. szám
- Emlékkönyv. ELTE Erőmű Szakosztály, Budapest, 1987